# Кукши
Кукши, или ронжи (лат. Perisoreus) — род птиц семейства врановых.
В состав рода включают:
- Perisoreus canadensis — канадская кукша, или канадская ронжа — населяет Северную Америку
- Perisoreus infaustus — кукша — населяет север Евразии
- Perisoreus internigrans — черноголовая кукша — эндемик Китая[3]